# Champion of Champions 2024 (Darts)
Das Jennings Bet Champion of Champions 2024 war die zweite Austragung des von Modus Darts und Snooker Legends ausgetragenen Senioren-Dartturniers. Es ist Teil der World Seniors Darts Tour 2024 und wurde am 23. und 24. März 2024 erneut im Viva in Blackpool ausgetragen.
Als Sieger tat sich am Ende Richie Howson hervor. Er besiegte im Finale seinen Landsmann Andy Hamilton mit 13:10 und wurde damit der erste Engländer, der einen Major-Titel auf der World Seniors Darts Tour gewinnen konnte.

## Modus
Bei dem im K.-o.-System durchgeführten Turnier mit insgesamt 8 Teilnehmern wurde jede Partie in Legs gespielt. Ein Leg gewann der Spieler, der als erstes genau 501 Punkte warf. Der letzte Wurf eines Legs musste auf ein Doppelfeld erfolgen. In der ersten Runde wurde über die Distanz Best of 19 Legs gespielt, während Halbfinale und Finale über eine Distanz von Best of 25 Legs ausgetragen wurden.

## Teilnehmer
Von den acht Spielern, welche am Champion of Champions teilnahmen, wurden insgesamt sechs zum Turnier eingeladen. Ausschlaggebend waren hierbei Leistungen, welche im Dartsport generell und auf der World Seniors Darts Tour im Besonderen erbracht wurden. Zwei weitere Startplätze wurden über zwei Qualifier am 9. und 10. März 2024 ermittelt.
Die eingeladenen Spieler wurden zusammen mit der Auslosung am 28. Februar 2024 final bekanntgegeben. Das angegebene Alter entspricht dem Alter des Spielers zu Turnierbeginn in Jahren.
| Position in der Setzliste | Spieler                | Alter | Erfolge im Dartsport |
| ------------------------- | ---------------------- | ----- | --- |
| 1                         | Leonard Gates          | 53    | Sieger des Champion of Champions 2023, Sieger des World Seniors Darts Masters 2023, Sieger des World Seniors Darts Matchplay 2023                                                                            |
| 2                         | John Henderson         | 50    | Aktueller Seniorenweltmeister, Sieger des World Cup of Darts 2021, Halbfinalist des World Grand Prix 2017 |
| 3                         | Robert Thornton        | 56    | Zweifacher Seniorenweltmeister, Sieger des World Seniors Darts Matchplay 2022, Sieger der UK Open 2012, Sieger des World Grand Prix 2015                                                                     |
| 4                         | Phil Taylor            | 63    | Sechzehnfacher Weltmeister, Gewinner von über 80 Major-Titeln, Finalist des World Seniors Darts Masters 2022, Finalist des World Seniors Darts Matchplay 2024                                                |
|                           | Richie Howson          | 58    | Finalist der World Seniors Darts Championship 2023, Finalist des World Seniors Darts Masters 2023, Finalist des Champion of Champions 2023                                                                   |
|                           | Martin Adams           | 67    | Dreifacher BDO-Weltmeister, Dreifacher Sieger des World Masters, Finalist der World Seniors Darts Championship 2022                                                                                          |
|                           | Richard-Eirig Rowlands | 54    | Sieger des Jenningsbet Champion of Champions Qualifier 1 2024, Sieger des LP Metal Detecting Series 1 2022, Sieger des Open Series Event 8 2023, Sieger des Jennings Bet World Championship Qualifier 5 2024 |
|                           | Andy Hamilton          | 57    | Sieger des Jenningsbet Champion of Champions Qualifier 2 2024, Finalist der PDC World Darts Championship 2012, Finalist der UK Open 2013, Finalist des Grand Slam of Darts 2007                              |

## Preisgeld
Das Preisgeld verteilte sich wie folgt:
| Position (Anzahl der Spieler) | Position (Anzahl der Spieler) | Preisgeld |
| ----------------------------- | ----------------------------- | --------- |
| Gewinner                      | (1)                           | £ 10.000  |
| Finalist                      | (1)                           | £ 5.000   |
| Halbfinalisten                | (2)                           | £ 2.500   |
| Viertelfinalisten             | (4)                           | £ 1.000   |
| Gesamt                        | Gesamt                        | £ 24.000  |

## Ergebnisse
Die Auslosung wurde am 28. Februar 2024 veröffentlicht.
| Viertelfinale 23.03.2024 best of 19 legs | Viertelfinale 23.03.2024 best of 19 legs | Viertelfinale 23.03.2024 best of 19 legs |                     |    | Halbfinale 24.03.2024 best of 25 legs | Halbfinale 24.03.2024 best of 25 legs | Halbfinale 24.03.2024 best of 25 legs |  |  | Finale 24.03.2024 best of 25 legs | Finale 24.03.2024 best of 25 legs | Finale 24.03.2024 best of 25 legs |
|                                          |                                          |                                          |                     |    |                                       |                                       |                                       |  |  |                                   |                                   |                                   |
| 1                                        | Leonard Gates 84,02                      | 2                                        |                     |    |                                       |                                       |                                       |  |  |                                   |                                   |                                   |
|                                          | Richie Howson 89,22                      | 10                                       |                     |    |                                       |                                       |                                       |  |  |                                   |                                   |                                   |
|                                          | Richie Howson 89,22                      | 10                                       | Richie Howson 90,60 | 13 |                                       |                                       |                                       |  |  |                                   |                                   |                                   |
|                                          |                                          |                                          | Richie Howson 90,60 | 13 |                                       |                                       |                                       |  |  |                                   |                                   |                                   |
|                                          |                                          | Martin Adams 85,80                       | 11                  |    |                                       |                                       |                                       |  |  |                                   |                                   |                                   |
| 4                                        | Phil Taylor 86,11                        | Martin Adams 85,80                       | 11                  | 9  |                                       |                                       |                                       |  |  |                                   |                                   |                                   |
| 4                                        | Phil Taylor 86,11                        |                                          |                     |    |                                       |                                       |                                       |  |  |                                   |                                   |                                   |
|                                          | Martin Adams 83,89                       | 10                                       |                     |    |                                       |                                       |                                       |  |  |                                   |                                   |                                   |
|                                          | Martin Adams 83,89                       | 10                                       | Richie Howson 90,06 | 13 |                                       |                                       |                                       |  |  |                                   |                                   |                                   |
|                                          |                                          |                                          |                     | 13 |                                       |                                       |                                       |  |  |                                   |                                   |                                   |
|                                          |                                          | Andy Hamilton 83,51                      | 10                  |    |                                       |                                       |                                       |  |  |                                   |                                   |                                   |
| 2                                        | John Henderson 88,67                     | Andy Hamilton 83,51                      | 10                  | 8  |                                       |                                       |                                       |  |  |                                   |                                   |                                   |
| 2                                        | John Henderson 88,67                     |                                          |                     |    |                                       |                                       |                                       |  |  |                                   |                                   |                                   |
|                                          | Andy Hamilton 94,37                      | 10                                       |                     |    |                                       |                                       |                                       |  |  |                                   |                                   |                                   |
|                                          | Andy Hamilton 94,37                      | 10                                       | Andy Hamilton 87,92 | 13 |                                       |                                       |                                       |  |  |                                   |                                   |                                   |
|                                          |                                          |                                          | Andy Hamilton 87,92 | 13 |                                       |                                       |                                       |  |  |                                   |                                   |                                   |
|                                          |                                          | Richard-Eirig Rowlands 85,70             | 11                  |    |                                       |                                       |                                       |  |  |                                   |                                   |                                   |
| 3                                        | Robert Thornton 77,30                    | Richard-Eirig Rowlands 85,70             | 11                  | 9  |                                       |                                       |                                       |  |  |                                   |                                   |                                   |
| 3                                        | Robert Thornton 77,30                    |                                          |                     |    |                                       |                                       |                                       |  |  |                                   |                                   |                                   |
|                                          | Richard-Eirig Rowlands 78,50             | 10                                       |                     |    |                                       |                                       |                                       |  |  |                                   |                                   |                                   |